# 德拉蒙德峰
德拉蒙德峰（英語：Drummond Peak），是南極洲的山峰，位於愛德華七世地，美國地質調查局根據測量和美國海軍拍攝的空中照片繪入地圖，現時由南極條約體系管理。